# Кацир, Аарон
Ааро́н Каци́р (Качальский; ивр. אהרן קציר‎; 15 сентября 1914, Лодзь, Российская империя — 30 мая 1972, аэропорт Лод) — израильский учёный, физико-химик и биолог, старший брат Эфраима Кацира. Член Израильской академии наук с 1959 года (президент в 1962—1968 годах), лауреат Премии Израиля в области биологии за 1961 год.

## Биография
Аарон Качальский родился в Лодзи (Царство Польское Российской империи, позже в составе суверенной Польши) в семье Иегуды и Цили Качальских в 1914 году. В 1925 году семья, включая Аарона и его младшего брата Эфраима, иммигрировала в Палестину (позже оба брата ивритизируют свою фамилию, став Кацирами). Там Аарон окончил гимназию «Рехавия» с отличными оценками по всем предметам и поступил в Еврейский университет в Иерусалиме, где изучал биологию и химию. В 1940 году он получил степень доктора философии и остался в университете в качестве ассистента в лаборатории органической и макромолекулярной химии. В эти годы Качальский также углублял свои знания в физике, математике и философии, уже тогда выдвинув ряд новаторских гипотез. Позже Качальский некоторое время учился в Европе у известного швейцарского физико-химика Вернера Куна, поставив себе целью проверку этих гипотез, и вернулся в Палестину в 1946 году.
В годы учёбы Аарон Качальский также занимался общественной деятельностью. Он был одним из основателей и идеологов молодёжной организации при социалистической сионистской партии МАПАЙ, а позже вступил в ряды еврейских отрядов самообороны «Хагана». В «Хагане» Качальский сформировал в 1947 году научный отдел, в дальнейшем превратившийся в научные войска Армии обороны Израиля. В это время он также женился; от этого брака у него родились трое детей — Авраам, Яэль и Гади, также в будущем ставшие учёными.
После окончания Войны за независимость Израиля Аарон Кацир продолжил научную работу в Институте Вейцмана в Реховоте, куда его и Эфраима Кацира пригласил лично Хаим Вейцман. В институте Аарон Кацир создал сначала кафедру полимеров, а затем, в 1957 году, Лабораторию полимеров (в дальнейшем также самостоятельная кафедра). В 1956 году по его инициативе в Израиле прошла первая международная конференция по полимерам, среди участников которой был Джеймс Уотсон — один из авторов модели ДНК. В 1952 году Кацир получил также профессорское звание на кафедре физической химии в Еврейском университете.
В конце 1950-х годов Аарон Кацир был членом инициативной группы по основанию Израильской академии наук. Он стал одним из её первых членов (с 1959 года, то есть до официального основания) и первым вице-президентом. В 1962 году Кацир сменил на посту президента академии Мартина Бубера и возглавлял её в течение следующих шести лет. С 1964 по 1969 год Аарон Кацир возглавлял Международный союз теоретической и прикладной биофизики. В 1961 году он был удостоен Премии Израиля в области биологии, а в 1971 году избран иностранным членом Национальной академии наук США.
30 мая 1972 года профессор Аарон Кацир погиб в международном аэропорту Лода. Он стал одной из жертв террористического акта, организованного боевиками Красной армии Японии при содействии НФОП. После его гибели при Институте Вейцмана был основан Центр имени Аарона Кацира-Качальского, на базе которого ведутся исследования в области молекулярной биологии и макромолекулярного материаловедения, а также в других сферах его прижизненных интересов. В его честь назван лунный кратер Качальский.

## Научная работа
Аарон Кацир был универсальным учёным-естественником, интересы которого включали различные области химии, физики и биологии. Он был одним из пионеров молекулярной биологии и, как вспоминает его коллега Генрик Айзенберг, ещё до того, как стала известна структура белка, а ДНК получила признание как носитель генетической информации, уже выступил с теорией о связи между структурой макромолекул и биологическим функционированием организма. Кацир стал пионером в области исследований полиэлектролитов — макромолекул, содержащих электрически заряженные группы ионов. Вместе с коллегами по Институту Вейцмана Аарон Кацир вывел законы поведения полиэлектролитов и определил области их использования в биологии и прикладной технологии; на протяжении длительного времени он занимался вопросом преобразования химической энергии в работу, при которой заряженные полимеры и волокна будут работать подобно мышцам живого тела.
Значительный вклад внёс Аарон Кацир в области применения мембран и термодинамики необратимых процессов. Благодаря его усилиям Израиль в целом и Институт Вейцмана в частности вошли в число мировых лидеров в исследовании этих вопросов. Среди других тем, занимавших Кацира, были происхождение жизни, пребиотический синтез, сложные сети (где он стал одним из первых теоретиков, применивших модели линейной неравновесной термодинамики и диссипативных систем к живым структурам), гистерезис и вопросы памяти. Его публикации появлялись, начиная с 1937 года, в таких изданиях, как Nature, Biochemical Journal, Journal of Organic Chemistry, Journal of Polymer Science, Experientia и других; список публикаций Аарона Кацира-Качальского, составленный посмертно «Израильским химическим журналом», занимает около десяти страниц.
Профессор Кацир также был убеждённым сторонником популяризации науки. Им были изданы научно-популярные книги «Научный прогресс в военное время» (1943, в соавторстве с Йешаяху Лейбовичем и Моше Брилем) и «В горниле научной революции» (1971); он также вёл цикл научно-популярных лекций на радио и считается одним из основателей «науки для народа» в Израиле.